# Dyspareunie
 Mise en garde médicale
La dyspareunie (dys- : difficulté -pareunie : accouplement) ou algopareunie (algo- : douleur) est une douleur chronique de nature et d'intensité variables ressentie chez la femme ou l'homme lors des rapports sexuels.

## Catégories
Les douleurs peuvent être les symptômes de maladies le plus souvent bénignes (ex. : dyspareunies d'intromission lors des candidoses vulvo-vaginales) mais aussi infectieuses comme dans le cas d'infections à Chlamydia Trachomatis et à Neisseria Gonorrhoeae.
Ces douleurs sont le plus souvent d'origine organique, mais elles peuvent également être d'origine psychogène ou avoir une composante psychique, qui peut justifier l'aide d'un psychologue (qui pourra proposer une thérapie cognitive et comportementale, par exemple).

### Chez les femmes
Selon les auteurs et les définitions retenues, les dyspareunies concernent 4 à 28 % des femmes. 

On peut distinguer : 
- les dyspareunies superficielles (ou d'intromission), qui sont des douleurs apparaissant à l'entrée du vestibule et du vagin le plus souvent au début du rapport sexuel ; elles peuvent notamment provenir de mutilations sexuelles[7] ;

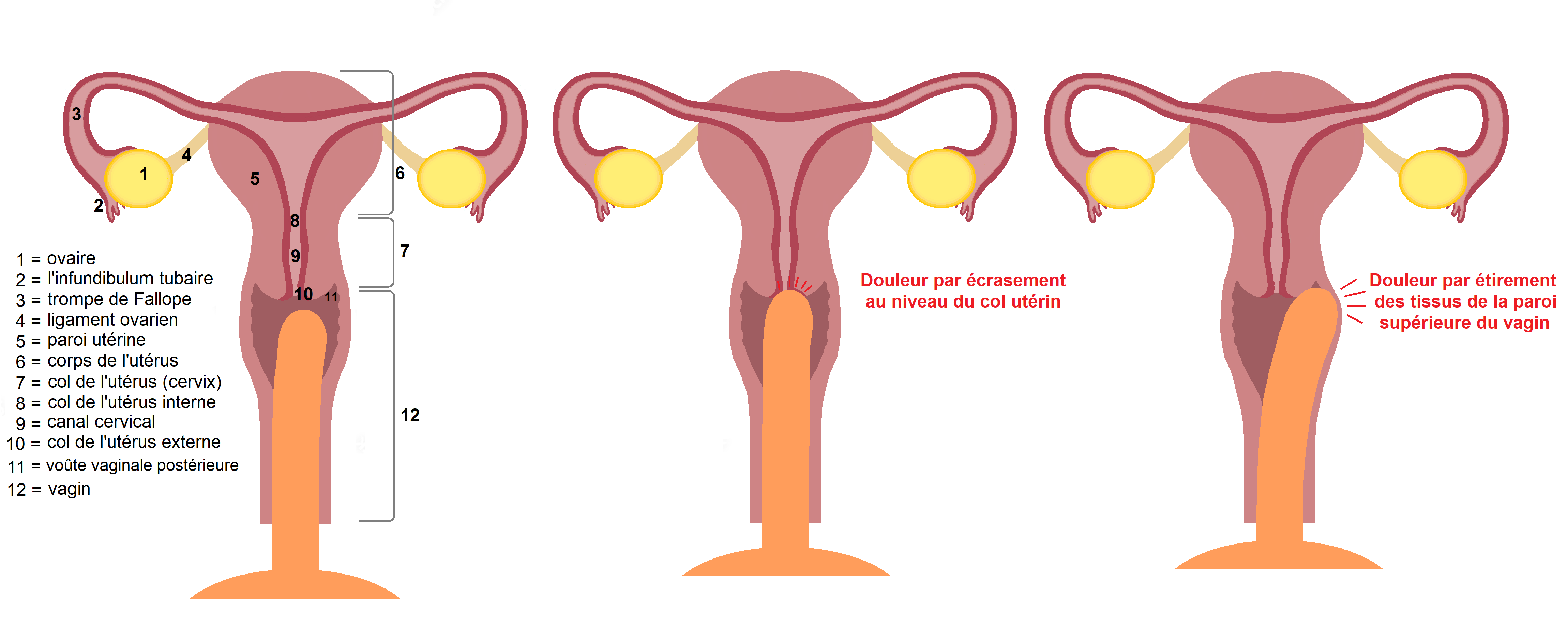
Douleurs dues à une pénétration profonde et imprudente avec un long pénis.

- les dyspareunies profondes, qui signent plutôt une affection intra-abdominale comme l'endométriose (qui peut être intriquée avec une endométriose digestive)[8] ;
- les dyspareunies post-ménopause, qui se manifestent à la ménopause[9] ou après celle-ci ou post-partum (qui suivent un accouchement)[10],[11] (une enquête faite au Centre hospitalier universitaire d'Angers par des questionnaires anonymes distribués à 2 et 6 mois du post-partum a montré que 57 % des femmes qui ont répondu éprouvaient des douleurs au moment de la reprise de la sexualité après une naissance[11]). Les complications d'une épisiotomie en sont l'une des causes possibles, éventuellement à long terme[12] ;
- Les candidoses ou d'autres infections sont un facteur de douleur sexuelle[13].

### Chez les hommes
La dyspareunie, de prévalence mésestimée, peut survenir à tout âge, mais en moyenne à la cinquantaine. 
Les causes en sont variées ; de la maladie de La Peyronie au lichen scléroatrophique (en) de type xerotica obliterans en passant par des causes traumatiques.

### Anale
Le sexe anal peut causer des douleurs, un symptôme appelé anodyspareunie. Ce symptôme a surtout été étudié dans le sexe anal entre hommes gay cisgenres, et selon une revue de littérature de 2007, les causes peuvent être très diverses, allant de maladies anales à des complexités émotionnelles ou relationnelles, voire tout simplement un manque d'éducation sexuelle sur la pénétration de l'anus. 
Un autre article de synthèse, paru en 2023, déplore le manque de recherche sur le sujet, avec seulement deux études publiées sur l'anodyspareunie des femmes hétérosexuelles cisgenres et aucune sur d'autres groupes sexuels. Cette synthèse met surtout en avant le fait que les personnes qui déclarent souffrir d'anodyspareunie ont tendance à l'attribuer à des facteurs psychologiques.

## Traitements
- Selon une étude récente (2016), chez la femme la rééducation périnéale par massages ne semble pas donner de résultats très significatifs en termes de diminution de la prévalence des douleurs périnéales et dyspareunies à 15 jours ni à 12 mois après l'accouchement[18], pas plus que le massage digital périnéal au cours du 3e trimestre de grossesse[18] (excepté chez des femmes ayant déjà accouché « par voie basse »[18]).
- Des compresses chaudes apposées durant la seconde phase du travail lors de l'accouchement n'ont pas non plus diminué les douleurs périnéales ni les dyspareunies 3 mois après l'accouchement[18] ;
- Dans certains cas un traitement chirurgical est proposé, associé à une rééducation ou thérapie comportementale[19]. La chirurgie réparatrice pelvienne peut aussi être source de problèmes sexuels[20]. Une chirurgie plastique reconstructrice de la vulve et/ou du clitoris peut réparer les dégâts de certaines mutilations génitales[7].